# راي جيل
راي جيل (بالإنجليزية: Ray Gill)‏ (8 ديسمبر 1924 بمانشستر في المملكة المتحدة - 17 سبتمبر 2001 بروتشديل في المملكة المتحدة) هو لاعب كرة قدم بريطاني (وحمل سابقاً جنسية المملكة المتحدة لبريطانيا العظمى وأيرلندا) في مركز الظهير. لعب مع مانشستر سيتي ونادي تشستر سيتي ونادي ألترينتشام.